# Locustella major
Locustella major é uma espécie de ave da família Locustellidae.
Pode ser encontrada nos seguintes países:  China, Índia, Paquistão e Tadjiquistão.
Está ameaçada por perda de habitat.